# 262 Valda
262 Valda è un asteroide della fascia principale. Scoperto nel 1886, presenta un'orbita caratterizzata da un semiasse maggiore pari a 2,5540610 UA e da un'eccentricità di 0,2135230, inclinata di 7,70397° rispetto all'eclittica.
L'origine del suo nome è sconosciuta.